# Artibeus cinereus
Artibeus cinereus es una especie de murciélago de la familia Phyllostomidae.

## Distribución geográfica
Se encuentra en Bolivia, Brasil, Colombia, Ecuador, Guayana Francesa, Granada, Guayana, Perú, Surinam y Venezuela.